# Carenesycha carenata
Carenesycha carenata là một loài bọ cánh cứng trong họ Cerambycidae.